# Мегалополіс (Греція)
Мегалополіс ( грец. Μεγαλόπολη   ) — місто в південно-західній частині регіональної одиниці Аркадія, південна Греція . Він розташований на тому ж місці, що й стародавній Мегаполіс ( дав.-гр. Μεγαλόπολις   ). Коли його було засновано в 371 році до нашої ери, це була перша велика урбанізація в сільській Аркадії. Його театр вміщав 20 000 відвідувачів, що робить його одним з найбільших давньогрецьких театрів. 
Сьогодні в Мегалополісі є кілька шкіл, магазинів, церков, готелів та місць, де надають інші послуги. Населення Мегалополіса в 2011 році становило 5779 жителів.

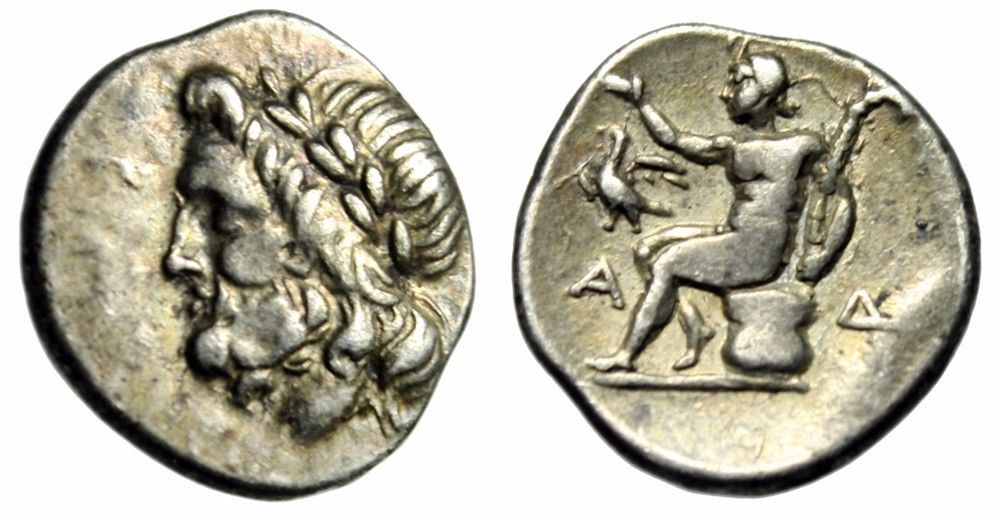
Срібний тріобол Аркадської ліги зі стародавнього Мегалополіса. Голова Зевса на лицевому боці, Пан сидить на зворотному.

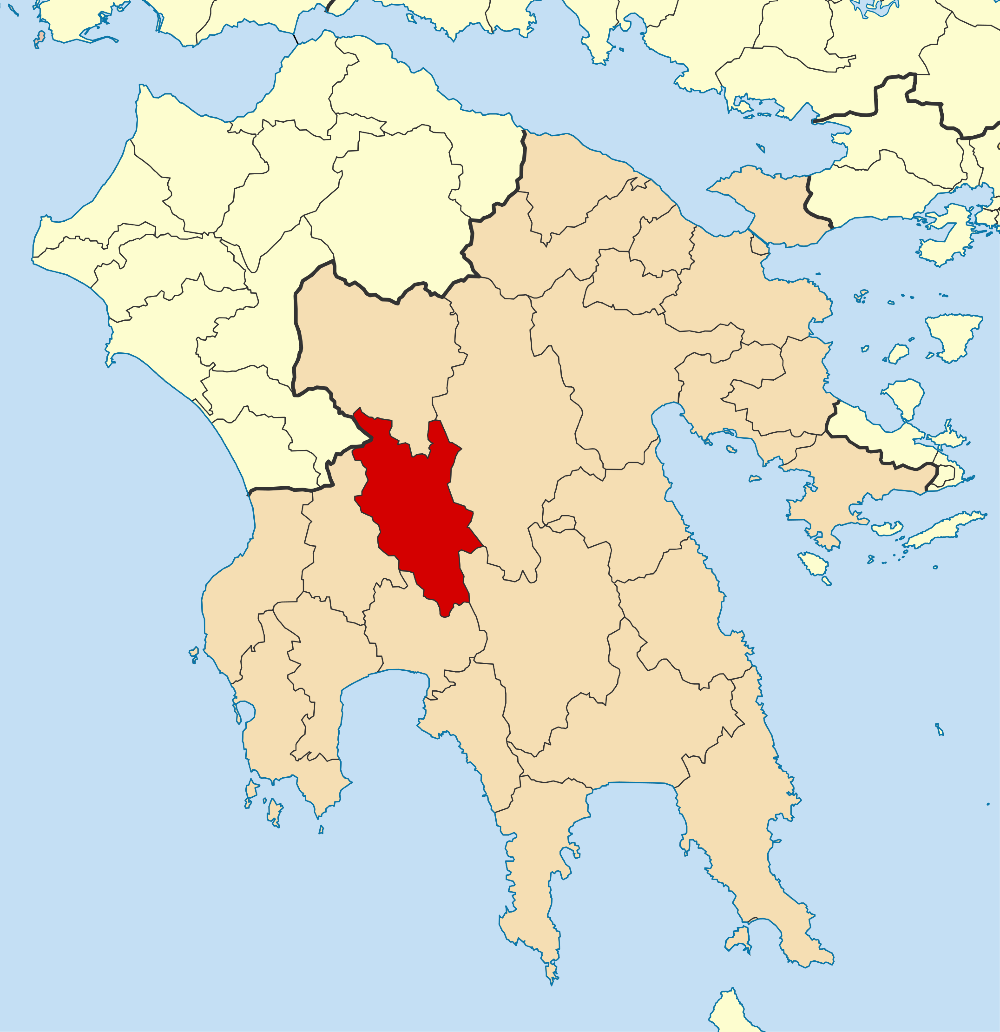
Муніципалітет Мегалополіса

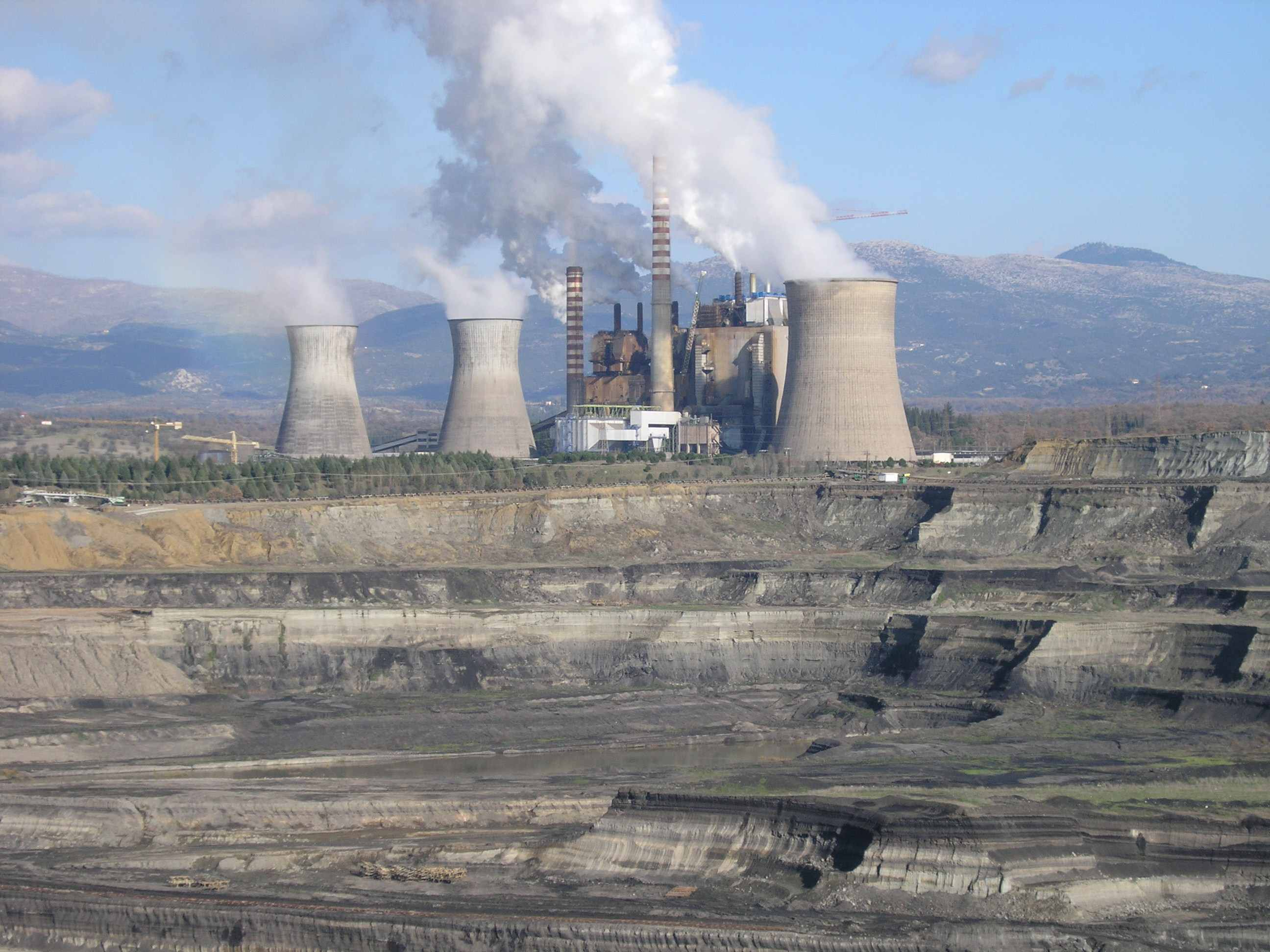
Видобуток бурого вугілля поблизу Мегалополіса

## Розташування
Мегалополіс розташований у широкій долині, оточеній горами: Тайгет на півдні, Майнало на півночі, Цемперу на південному сході та Лікайон на заході. Його висота 430 м над рівнем моря. Через цю долину протікає річка Алфейос, яка йде зі сходу і тече на північ, проходячи на південь і захід від міста. На північ від міста проходить його притока Еліссонас. Великі родовища бурого вугілля навколо Мегалополіса експлуатуються відкритим способом. Електростанція Мегалополісу, 3 км на північний захід від центру міста, виробляє електроенергію з цього бурого вугілля з 1969 року.
Автомагістраль A7 з'єднує Мегалополіс з Каламата і Триполі, замінюючи Грецьку національну дорогу 7 . Грецька національна дорога 7 з'єднує Мегалополіс з Піргос через Каріта і Андріцен . Залізниця від Коринфа до Каламати проходить 4 км на південь від міста. Мегалополіс – 24 км на південний захід від Триполі, 41 км на північ від Каламати, 45 км на північний захід від Спарті і 68 км на південний схід від Піргоса.

## Історія

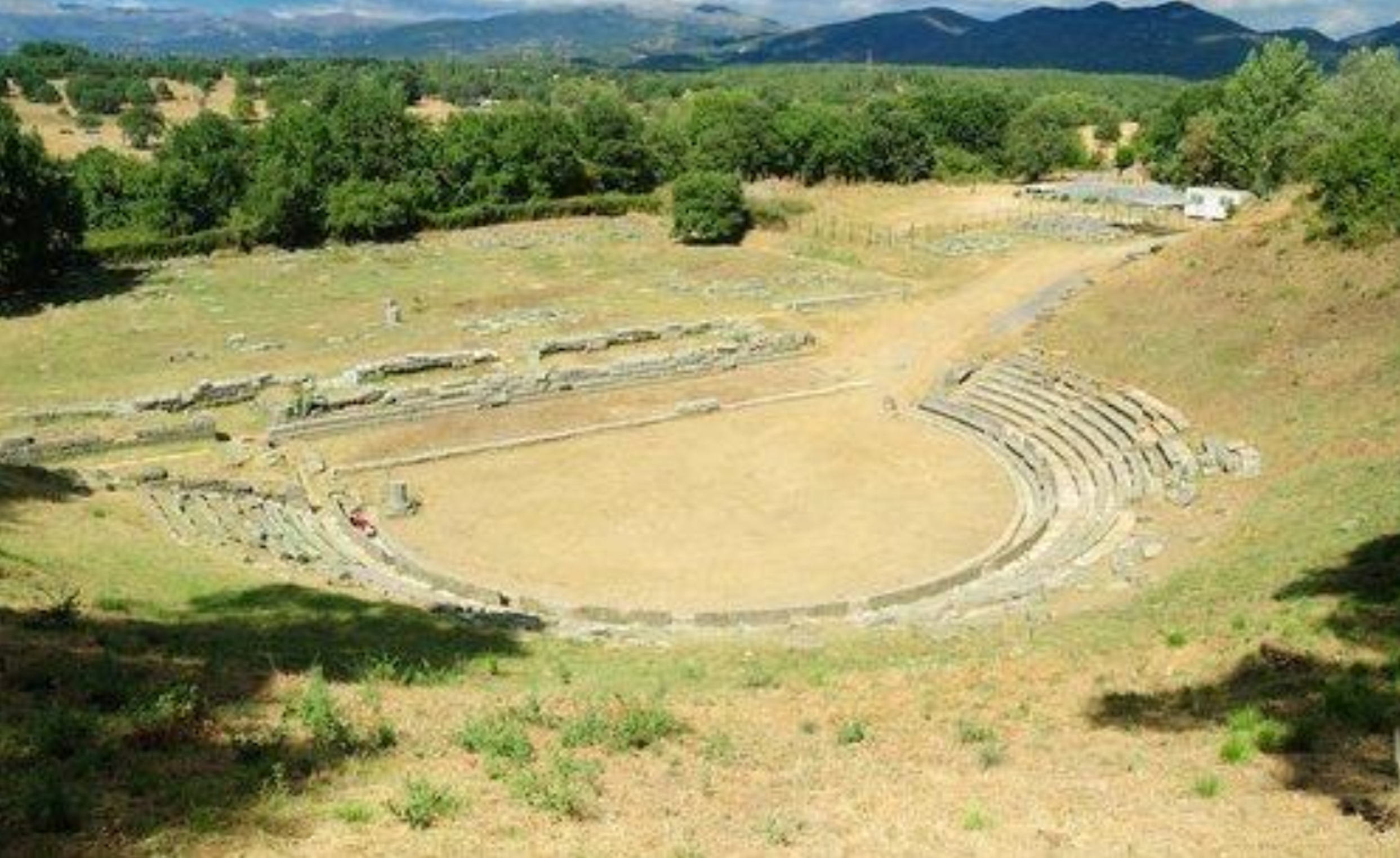
Останки театру

Мегалополіс відомий своїми стародавніми руїнами, розташованими на північний захід від центру міста, на обох берегах річки Еліссон. Серед руїн – стародавній театр, який вміщував до 20 000 чоловік і був 30 м (98 фут) заввишки. Інші визначні пам'ятки включають Терсилеон з 67 стовпами і храм (11.5 м × 5 м або 38 фут × 16 фут  ). Геродот повідомив про стародавнє вірування, що район Мегаполіса був полем битви Титаномахії . Основою для цього, очевидно, була наявність покладів бурого вугілля, які влітку схильні займатися і можуть тижнями тліти й обпалювати землю (імовірно, що Зевс вбив титанів блискавками; див. також нижче), у поєднанні з наявністю викопних кісток доісторичних слонів і носорогів.  Геродот повідомляє своїм читачам, що кістки «Титанів» виставлялися в різних місцях околиць принаймні з V століття до нашої ери.
Місто було засноване через синодій від двадцяти до сорока сусідніх громад між 371 і 368 роками до нашої ери Аркадською лігою в спробі сформувати політичну противагу Спарті . Мегалополіс був членом Аркадської ліги після її заснування до розпуску федерації в 362 році до нашої ери. У 331 році до нашої ери, Мегалополіс захопили спартанці, і відбулася битва з македонцями, які прийшли на допомогу Мегалополісу. У 317 році до нашої ери, на початку Другої війни діадохів, Поліперхон, новий регент Македонської імперії, взяв в облогу Мегалополіс, який став на бік його ворога Кассандра .  Облога не вдалася. 
У 270-х роках до нашої ери, Арістодамові Доброму вдалося взяти під контроль місто як тиранові за підтримки Македонії. У 235 році до нашої ери, другий тиран міста, Лідіад, відмовився від контролю над полісом, і місто стало членом Ахейського союзу . У 222 році до нашої ери, спартанський цар Клеомен III спалив місто, але воно було відбудоване через кілька років після зруйнування.
Будучи членом Ахейського союзу, Мегалополіс мав глибокий вплив на федеральну політику і був рідним містом кількох видатних ахейських діячів, таких як Філопемен, Лікортас і Полібій . Місто залишалося населеним під час римлян, але до VI століття воно було майже повністю покинуте. У візантійську епоху, а пізніше й османську, місто на тому самому місці називалося Сінано (Σινάνο). Після війни за незалежність Греції, він був перейменований в Мегалополіс.
Мегалополіс зберіг сільський характер до початку 1960-х років, коли за допомогою уродженця цього міста, професора Леонідаса Зерваса (тоді міністра промисловості ), Грецька державна енергетична корпорація розпочала видобуток бурого вугілля на шахті Мегалополісу, а незабаром почалося будівництво електростанції Мегалополісу.  Місто постраждало від потужного землетрусу в Аркадії 5 квітня 1965 року, в результаті якого загинуло 17 жителів, а 80% житлових будинків були знесені або стали непридатними для проживання.

## Муніципалітет
Муніципалітет Мегалополісу був утворений під час реформи місцевого самоврядування 2011 року шляхом злиття наступних трьох колишніх муніципалітетів, які стали муніципальними одиницями: 
- Фалаїзії
- Гортини
- Мегалополісу

Площа муніципалітету становить 722,629 км 2, комунальної одиниці - 331,498 км 2

### Підрозділи
Муніципальна одиниця Мегалополісу поділяється на такі громади (села в межах громади в дужках): 
- Антохорі
- Ано Карієс
- Хірадес
- Хореміс (Хореміс, Апідица)
- Храноі
- Гефіра
- Ізаріс (Ізаріс, Петровоуні, Хроуса)
- Ісома Каріон
- Каратулас
- Кастаночори
- Като Карієс
- Лікайо
- Лікохія
- Лікосоура
- Макрисі (Макрисі, Като Макрисі)
- Маллота
- Маратусса
- Мегалополіс (Мегалополіс, Орестейо)
- Неа Екклісула
- Неохор Лікосоурас
- Парадейзія (Парадейзія, Фанеті)
- Періволія (Періволія, Врізулєс)
- Плака
- Rapsommati
- Соулі (Соулі, Дервені)
- Соульос
- Токнія
- Трилофо (Трилофо, Палайомоїрі)
- Трипотамо
- Вангос
- Вастас

## Провінція
Провінція Мегалополісу (грец. Επαρχία Μεγαλόπολης) була однією з провінцій префектури Мессенія. Його територія відповідала території нинішнього муніципалітету Мегалополіса, за винятком муніципалітету Гортина. Його скасували в 2006 році.

## Населення
| Рік      | Спільнота | Муніципальна одиниця | муніципалітет |
| -------- | --------- | -------------------- | ------------- |
| 1920 рік | 1,776     | –                    | –             |
| 1961 рік | 2,235     | –                    | –             |
| 1981 рік | 4,875     | –                    | –             |
| 1991 рік | 4,646     | 8,888                | –             |
| 2001 рік | 5,114     | 8,657                | –             |
| 2011 рік | 5,779     | 7,890                | 10,687        |

## Видатні люди
- Керцида (3 ст. до н. е.), філософ-кінік і поет
- Філопемен (253–183 до н. е.), полководець і державний діяч
- Полібій (бл. 203–120 до н. е.), історик
- Леонідас Зервас (1902–1980), грецький хімік

## Дивіться також
- Список населених пунктів Аркадії